# Eisenbahnunfall von Zamora
Bei dem Eisenbahnunfall von Zamora (Spanien) kollidierte am 2. Juni 2020 ein Hochgeschwindigkeitszug mit einem auf das Gleis gestürzten Kraftfahrzeug und entgleiste. Dabei wurde ein im Triebfahrzeug Mitfahrender getötet.

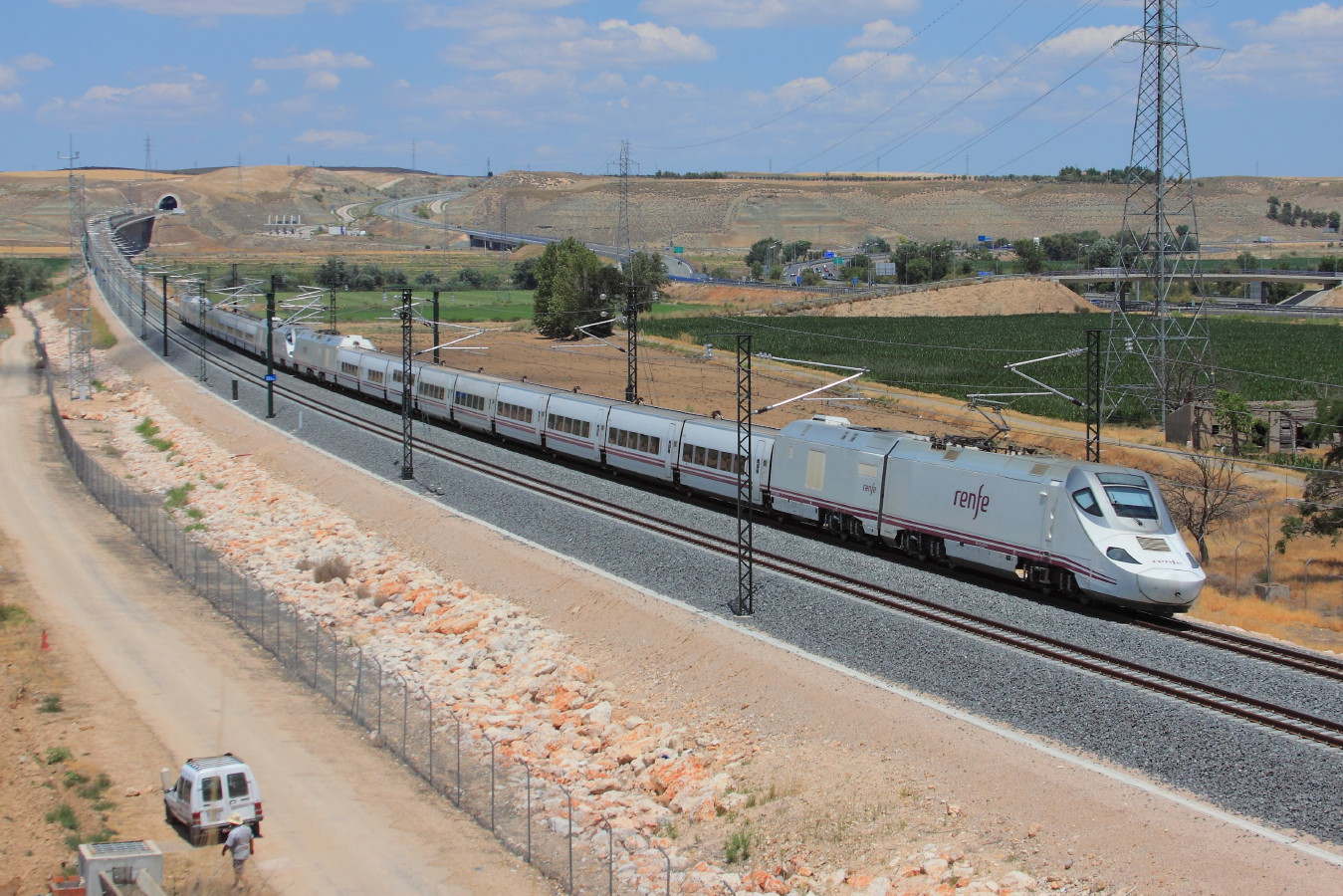
Doppelgarnitur der RENFE-Baureihe 730 entsprechend dem verunfallten Zug bei Zamora

## Ausgangslage
Der Unfall ereignete sich auf der konventionellen Breitspurstrecke A Coruña–Medina del Campo, etwa acht Kilometer außerhalb von Zamora. Hier überquert eine Straße die Bahnstrecke mit einer Brücke. Die Strecke ist nicht gegen Objekte gesichert, die ins Gleis gelangen. Die zulässige Höchstgeschwindigkeit beträgt hier auf der Bahnstrecke 120 km/h.
Der Alvia-Hochgeschwindigkeitszug war auf dieser Strecke als Fahrt 11553 in Richtung Madrid mit 158 Fahrgästen unterwegs. Er bestand aus zwei gekuppelten Einheiten der RENFE-Baureihe 730. Das führende Fahrzeug kam von Ferrol, wo der Zug um 10:37 Uhr abgefahren war, der zweite Triebwagen aus Pontevedra. Die beiden Einheiten waren in Ourense gekuppelt worden.

## Unfallhergang
Ein schwerer Land Rover kam von der die Bahnstrecke überquerenden Straße ab und stürzte ins Gleis. Der 89-jährige Fahrer kam dabei ums Leben. Das Fahrzeug lag – unbemerkt von anderen Kraftfahrern oder von Eisenbahnern – bereits etwa eine Stunde im Gleis als sich die Triebwagengarnitur mit 115 km/h näherte.
Bei dem Aufprall um 16:11 Uhr entgleiste der führende Triebkopf, prallte anschließend gegen einen Stapel Betonschwellen, die für Unterhaltungsarbeiten neben dem Gleis aufgestapelt waren, wurde dabei vom folgenden Generatorwagen abgerissen, drehte sich um 180°, kippte auf die Seite und blieb so liegen. Neben dem führenden Triebkopf entgleisten auch alle folgenden Wagen des vorderen Zugteils. Der rückwärtige Triebkopf und der folgende, zweite Triebzug blieben im Gleis.

## Folgen
Ein Lokomotivführer zur Ausbildung, der auf dem führenden Fahrzeug mitfuhr, kam ums Leben. Der Triebfahrzeugführer wurde schwer verletzt, ebenso sieben Fahrgäste.
Die Strecke blieb für die Reparatur bis zum 25. Juni 2020 geschlossen.